# Мунуа, Густаво
Густа́во Адо́льфо Муну́а Ве́ра (исп. Gustavo Adolfo Munúa Vera; род. 27 января 1978, Монтевидео) — уругвайский футбольный вратарь; тренер.

## Биография
До 15 лет выступал за один из старейших клубов Уругвая, «Альбион». Начал профессиональную карьеру в «Насьонале», с которым выиграл четыре титула чемпиона Уругвая. Также он, поразив со штрафного ворота «Сентраль Эспаньола», стал первым вратарём в уругвайском футболе, забившим гол.
В 2003 году Мунуа подписал контракт с «Депортиво» на 6 лет. В испанском клубе он не смог проявить себя и за 6 лет сыграл всего 27 матчей. 23 января 2008 был приговорён к шести месяцам тюремного заключения за драку с партнёром по команде Дуду Аватом, но отделался лишь денежным штрафом. 28 июня 2009 на правах свободного агента подписал контракт с «Малагой». В сезоне 2009/10 сыграл во всех матчах без замен. 8 августа 2010 перешёл в «Леванте» за 1,2 миллиона евро.
В сборную Уругвая вызывался с 1998 по 2004 год, за это время сыграл 25 матчей. Участник кубка Америки 2001 и чемпионата мира 2002.
В сезоне 2015/16 возглавлял «Насьональ». Занял с командой второе место в сводной таблице сезона и пробился в Кубок Либертадорес 2017, но не смог побороться за чемпионский титул. Кроме того, с «больсос» дошёл до четвертьфинала Кубка Либертадорес 2016, где лишь в серии пенальти уступил аргентинской «Боке Хуниорс». В 2017 году работал в эквадорском ЛДУ Кито. После этого два года тренировал испанские команды «Депортиво Фабриль» и «Картахена».
В 2020 году во второй раз возглавил «Насьональ». Был уволен 15 октября после поражения «больсос» в финале Апертуры «Рентистасу».
28 сентября 2021 года назначен главным тренером аргентинского клуба «Унион» (Санта-Фе).

## Титулы и достижения
- Чемпион Уругвая (5): 1998, 2000, 2001, 2002, 2014/15
- Победитель Лигильи: 1999